# Alfarería de novia

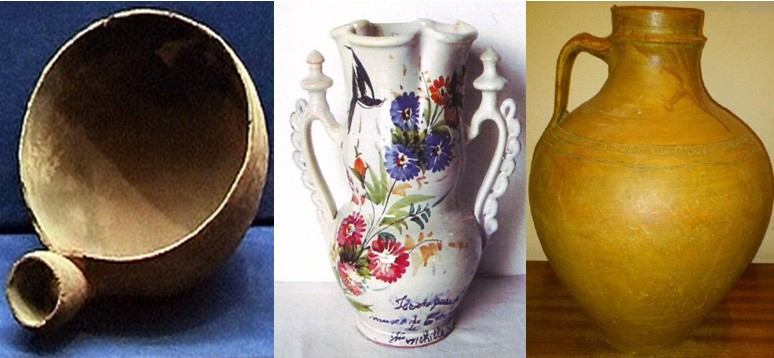
Tres piezas de unión y cortejo de la alfarería española.- izq.: Gánigo canario; centro: Jarra de novia (Lorca, Murcia); y dcha.: Cántaro de novia (Talarrubias, Badajoz).

Alfarería de novia en España puede denominarse al conjunto de cacharros de barro asociados preferentemente a la alfarería de agua (cántaros, jarras, botijos), y de valioso contenido etnológico por su protagonismo en determinados rituales tradicionales en las relaciones de pareja.

## Sociedades y símbolos
En el marco de las tradiciones populares españolas, alfarería de novia, alfarería de cortejo y alfarería de compromiso, son epígrafes bajo los que puede reunirse un conjunto heterogéneo de piezas cerámicas con un valor etnográfico común en un contexto concreto: la relación, atracción, posesión, y finalmente unión entre hombre y mujer.

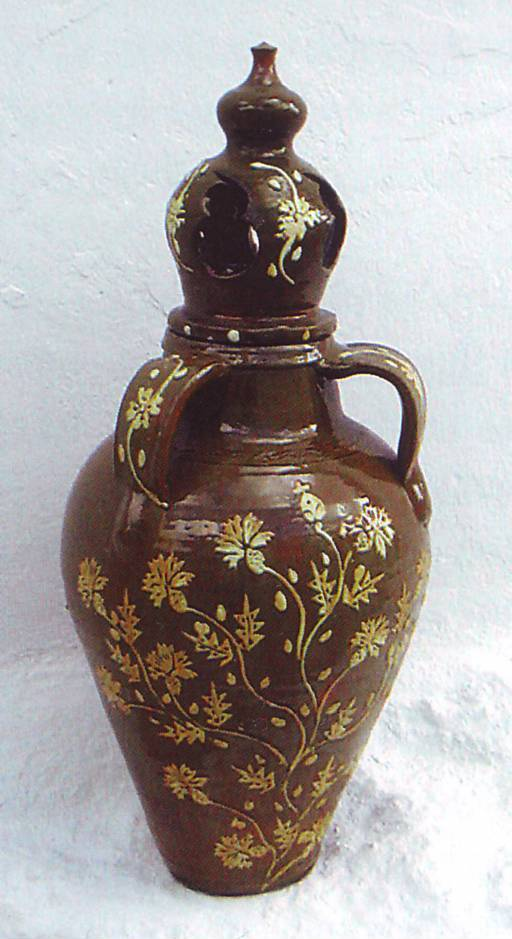
Olla de novia antigua Toledo.

Así enunciadas, como piezas alfareras de novia, están:
- La jarra de cuatro picos o de novia, de Lorca, Totana y otros focos murcianos.
- El botijo de novia onubense, tradicional en localidades como Higuera de la Sierra.[nota 1]
- El gánigo en las Islas Canarias.
- Numerosos ejemplos de cántaros de novia repartidos por gran parte de la geografía española.[nota 2]
- También pueden incluirse piezas de alfarería de fuego, como la olla de boda manchega, pieza típica de localidades como Castellar de Santiago.[3]
- Una de las piezas de alago o de compromiso (aunque de exclusivo uso decorativo) más interesantes es la llamada "olla de novia antigua", en Toledo.

### El cántarode novia
El llamado cántaro de novia era una pieza decorada que, tras hacerse público el compromiso, los hombres regalaban a sus prometidas, con la intención de que ellas lo usasen hasta el día de la boda, guardándolo luego con el resto del ajuar. Más que un regalo era un signo de posesión (o de 'reserva de plaza'), que las novias solían exhibir con orgullo. La lectura simbólica superficial era que la moza pronto cambiaría el destino del agua porteada, desde la fuente a casa de sus padres, para llevarla a la que sería su propia casa.
En algunas zonas era la familia de la novia la que costeaba el ajuar donde iba incluido el cántaro y que antes de la boda se colocaba en el portal de la casa, para que los vecinos pudiesen admirarlo. Según qué  localidades, en lugar de cántaros, podían regalarse jarras, botijos, ollas o pucheros de novia.
En el caso del cántaro, en muchos casos totalmente vidriado, su originalidad estriba en el festoneado: rica decoración incisa, excisa o pintada que llevaba en el cuello y en la parte superior del cuerpo. Con una decoración similar, se remataba la pieza con una airosa tapadera a modo de corona. Especialmente simbólica es la mutación sufrida por el cántaro de novia de Salvatierra de los Barros (Badajoz), allí llamado "de boda", que el cantarero fabrica con dos asas (inicialmente sólo con una) y las iniciales de los novios.
En el Museo del cántaro de Valoria la Buena, pueden verse ejemplares de 'cántaro de novia' de  Agost, Alaejos, Astudillo, Calanda, Chelva, Fuentelespino de Moya, Madrid, Tiedra.
Por su parte, el Museo de Cerámica de Paterna, eligió como pieza emblemática para 2012 el cántaro de novia.

### Elgánigode unión
Enraizados en la tradición precolombina de las islas Canarias, los gánigos son pequeños recipientes en forma de taza o vasija cóncava,  con los que los cónyuges sellaban su unión ante el "consejo de ancianos", y que se rompían cuando esa unión concluía, bien por muerte de uno de ellos o por separación.